# Jockgrim
Jockgrim est une municipalité et chef-lieu de la Verbandsgemeinde Jockgrim, dans l'arrondissement de Germersheim, en Rhénanie-Palatinat, dans l'ouest de l'Allemagne.

## Références

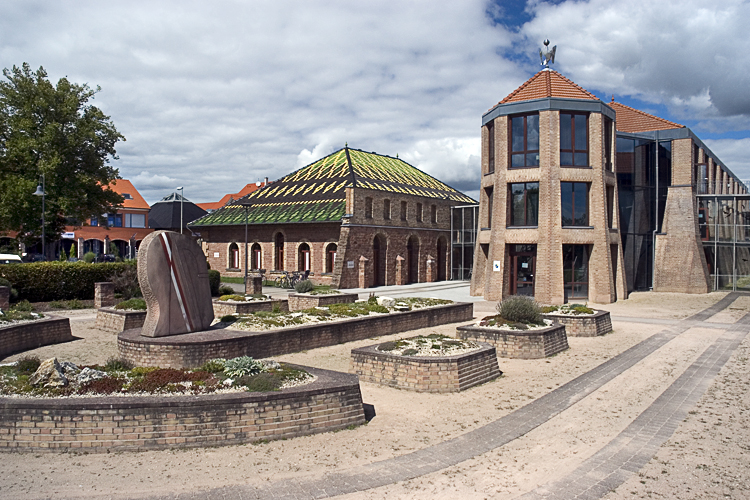
Musée de Jockgrim
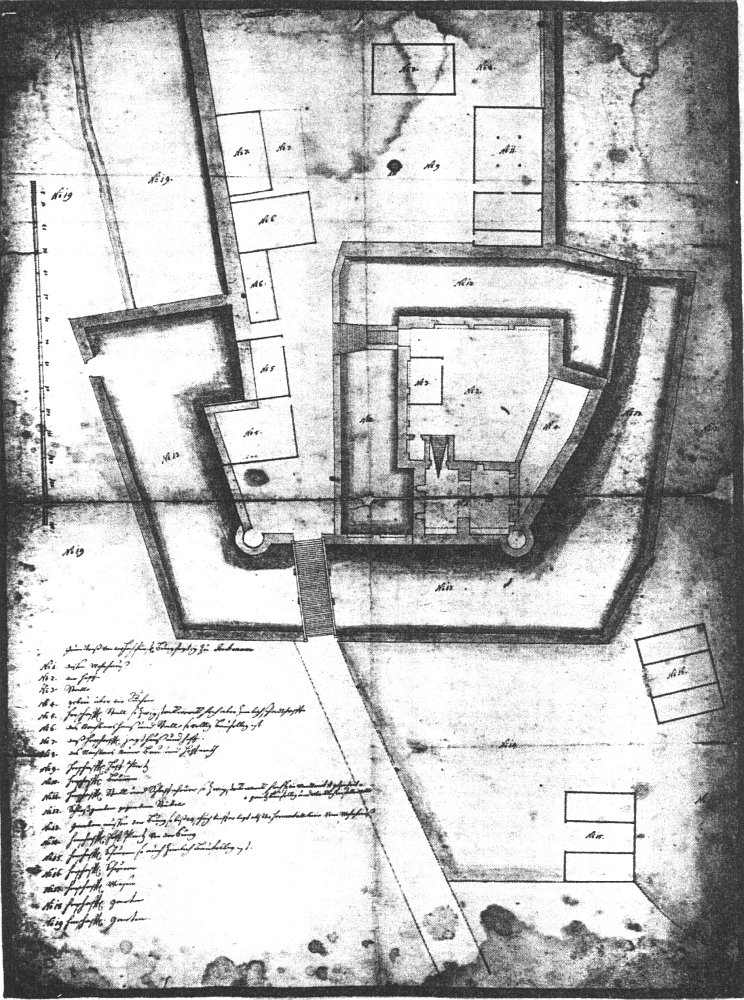
Plan du château de Jockgrim
Localisation de Jockgrim dans la Verbandsgemeide et dans l'arrondissement